# Tobias Müller
Tobias Müller (ur. 2 października 1992 w Oberstdorfie) – niemiecki narciarz dowolny i telemarkowy, specjalizujący się w skicrossie.
Po raz pierwszy na arenie międzynarodowej w zawodach narciarstwa dowolnego pojawił się 8 kwietnia 2017 roku w Cervinii, gdzie zajął szóste miejsce. W Pucharze Świata zadebiutował 7 grudnia 2017 roku w Val Thorens, zajmując 68. miejsce. Pierwsze pucharowe punkty wywalczył 12 grudnia 2017 roku w Arosie, kiedy zajął 28. miejsce. Na podium zawodów tego cyklu pierwszy raz stanął 14 stycznia 2022 roku w Nakiska, kończąc rywalizację w skicrossie na trzeciej pozycji. W zawodach tych wyprzedzili go jedynie Szwed David Mobärg i Kevin Drury z Kanady.
W 2022 roku wystąpił na igrzyskach olimpijskich w Pekinie, plasując się na 23. pozycji.

## Osiągnięcia

### Igrzyska olimpijskie
| Miejsce | Dzień     | Rok  | Miejscowość | Konkurencja | Zwycięzca  |
| ------- | --------- | ---- | ----------- | ----------- | ---------- |
| 23.     | 18 lutego | 2022 | Pekin       | Skicross    | Ryan Regez |

### Mistrzostwa świata
| Miejsce | Dzień    | Rok  | Miejscowość | Konkurencja        | Zwycięzca  |
| ------- | -------- | ---- | ----------- | ------------------ | ---------- |
| 2.      | 21 marca | 2025 | Engadyna    | Skicross           | Ryan Regez |
| 5.      | 22 marca | 2025 | Engadyna    | Skicross drużynowy | Szwajcaria |

### Puchar Świata

#### Miejsca w klasyfikacji generalnej
- sezon 2017/2018: 216.
- sezon 2018/2019: 199.
- sezon 2019/2020: 144.

Od sezonu 2020/2021 klasyfikacja skicrossu zastąpiła klasyfikację generalną.
- sezon 2020/2021: 34.
- sezon 2021/2022: 18.
- sezon 2022/2023: 8.
- sezon 2023/2024: 24.
- sezon 2024/2025: 22.

#### Miejsca na podium w zawodach
1. Nakiska – 14 stycznia 2022 (skicross) – 3. miejsce
2. Val Thorens – 8 grudnia 2022 (skicross) – 2. miejsce
3. Idre Fjäll – 22 stycznia 2023 (skicross) – 3. miejsce